# Comuna de Łochów
Łochów (polaco: Gmina Łochów) é uma gminy (comuna) na Polónia, na voivodia de Mazóvia e no condado de Węgrowski. A sede do condado é a cidade de Łochów.
De acordo com os censos de 2004, a comuna tem 17 446 habitantes, com uma densidade 89,5 hab/km².

## Área
Estende-se por uma área de 194,98 km², incluindo:
- área agricola: 50%
- área florestal: 38%

## Demografia
Dados de 30 de Junho 2004:
|                      | Total   | Total | Mulheres | Mulheres | Homens  | Homens |
| -------------------- | ------- | ----- | -------- | -------- | ------- | ------ |
|                      | pessoas | %     | pessoas  | %        | pessoas | %      |
| População            | 17 446  | 100   | 8815     | 50,5     | 8631    | 49,5   |
| Densidade (pop./km²) | 89,5    | 100   | 45,2     | 45,2     | 44,3    | 44,3   |

De acordo com dados de 2002, o rendimento médio per capita ascendia a 1213,54 zł.

## Subdivisões
- Baczki, Barchów, Brzuza, Budziska, Burakowskie, Dąbrowa, Gwizdały, Jasiorówka, Jerzyska, Kalinowiec, Kaliska, Kamionna, Karczewizna, Laski, Łazy, Łojew, Łopianka, Łosiewice, Majdan, Matały, Nadkole, Ogrodniki, Ostrówek, Pogorzelec, Samotrzask, Szumin, Twarogi, Wólka Paplińska, Zagrodniki, Zambrzyniec.

## Comunas vizinhas
- Brańszczyk, Jadów, Korytnica, Sadowne, Stoczek, Wyszków